# Лейденський рейтинг CWTS
Лейденський рейтинг CWTS (англ. CWTS Leiden Ranking) — це щорічний глобальний рейтинг університетів, який базується виключно на бібліометричних показниках. Рейтинг складається Центром науково-технічних досліджень (нідерландська: Centrum voor Wetenschap en Technologische Studies, CWTS) Лейденського університету в Нідерландах. Як джерело публікації та даних про цитування використовується бібліографічна база даних Clarivate Analytics Web of Science.
Лейденський рейтинг ранжує університети в усьому світі за кількістю академічних публікацій відповідно до обсягу та впливу на цитування публікацій у цих установах. Рейтинги враховують відмінності в мові, дисципліні та розмірі установи. Кілька рейтингових списків оприлюднюються відповідно до різних бібліометричних нормалізацій і показників впливу, включаючи кількість публікацій, цитування на публікацію та нормалізований вплив на публікацію. Окрім впливу на цитування, Leiden Ranking також оцінює університети за науковою співпрацею, включаючи співпрацю з іншими установами та співпрацю з галузевим партнером.
Перше видання Лейденського рейтингу було підготовлено в 2007 році. Рейтинг 2014 року включає 750 університетів у всьому світі, які були відібрані на основі кількості статей та оглядів, опублікованих авторами, пов’язаними з цими установами, у 2009–2012 роках у так званих «основних» журналах, наборі англомовних журналів із міжнародним масштабом та «досить велика» кількість посилань у базі даних Web of Science.

## Результати

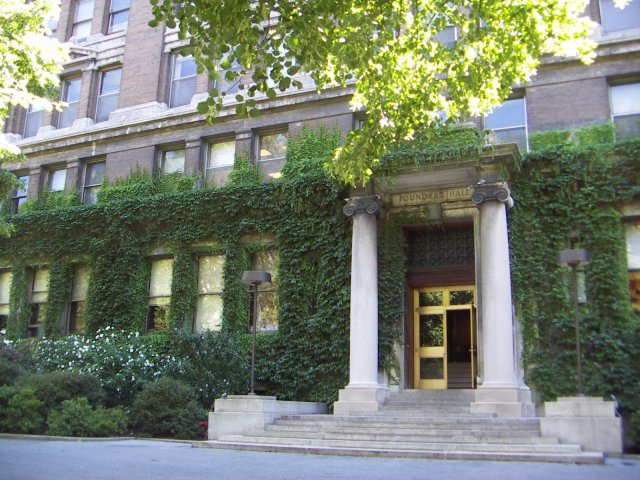
У 2014 році Рокфеллерівський університет посів перше місце за кількістю цитувань

Як і в інших рейтингах університетів, у топ-20 Лейдена значною мірою домінують американські університети. У рейтингу 2014 року Університет Рокфеллера був першим за впливом на цитування, що вимірюється як середнім показником цитування, так і середнім нормалізованим балом цитування, а також часткою робіт, що належать до 10% найкращих у своїй галузі. Примітно, що Оксфордський університет, Кембриджський університет та інші британські університети мають набагато нижчі результати, ніж в інших рейтингах університетів, таких як Times Higher Education World University Rankings і QS World University Rankings, які частково базуються на репутаційних опитуваннях серед науковців.

## Індикатори
Лейденський рейтинг ранжує університети за такими показниками:

### Вплив цитування
- MCS – середній показник цитування. Середня кількість цитувань публікацій ВНЗ.
- MNCS – середній нормалізований показник цитування. Середня кількість цитувань публікацій університету, нормалізована за галузевими відмінностями та роком публікації. Наприклад, значення MNCS 2 означає, що публікації університету цитуються вдвічі вище середнього світового показника.
- PP(top 10%) – частка топ-10% публікацій. Частка публікацій університету, які належать до 10% найбільш часто цитованих, порівняно з іншими публікаціями в тій самій галузі та в тому самому році.

### Наукова співпраця
- PP(collab) – частка міжінституційних спільних публікацій. Частка публікацій університету, які були написані у співавторстві з однією чи кількома іншими організаціями.
- PP(int collab) – частка міжнародних спільних публікацій. Частка публікацій університету, які були опубліковані у співавторстві двох або більше країн.
- PP(UI collab) – частка спільних публікацій із промисловістю. Частка публікацій університету, які були написані у співавторстві з одним чи кількома промисловими партнерами.
- PP(<100 км) – частка ближніх спільних видань. Частка публікацій університету з географічною відстанню співпраці менше 100 км.
- PP(>1000 км) – частка міжміських спільних видань. Частка публікацій університету з географічною віддаленістю співпраці понад 1000 км.